# Joan Josep Guillén i Zambrano
Joan Josep Guillén i Zambrano (Fuente del Maestre, Extremadura, 1947) és un dibuixant, pintor, escenògraf i professor d'arts escèniques.

## Biografia i trajectòria professional
Nascut a Extremadura el 1947, els seus pares van emigrar a Manlleu quan ell tenia un any, i allà va passar la infantesa i l'adolescència. Va començar amb el teatre d'aficionats, vivint-lo com una mena d'escapatòria. Va començar a donar-se a conèixer l'any 1970 publicant dibuixos en la premsa catalana, mentre iniciava els estudis de direcció teatral i escenografia a l'Institut del Teatre. Allà, exercí una intensa i productiva carrera professional i alhora, també, es dedicà a la docència, com a professor d'arts escèniques entre 1973 i 2003. En l'exercici de la seva professió ha col·laborat amb diversos grups de teatre, amb la construcció de màscares per a espectacles de carrer, d'entre els quals cal esmentar la comparsa Visca Picasso el 1981. Destaca també, especialment, la col·laboració amb el grup Els Comediants durant més de vint anys i la realització d'escenografies per a espectacles tan diversos com el Llibre de les bèsties de Ramon Llull el 1995 o La Cenerentola, estrenada el 2011 al Canadà i interpretada a la Lyric Opera of Chicago el 2015. Dins de l'escenografia catalana va començar a treballar a partir dels anys seixanta en paral·lel i al costat d'autors coetanis com Fabià Puigserver i Plana (1938), Ramon B. Ivars Amic (1948) i Andreu Rabal Serrat (1943), Josep Messeguer Vendrell (1946), i acabà per convertir-se en un dels escenògrafs més rellevants.
En el camp de la il·lustració gràfica, ha col·laborat en nombroses revistes i periòdics com Triunfo, La Calle, Tele-Exprés, El Món, La Vanguardia, Avui, El Periódico de Catalunya o Muchas Gracias entre d'altres. A Catalunya ha estat capdavanter en el camp del disseny digital. Així, entre els anys 1985 i 1987 creà per a TV3, i després per a TVE a Catalunya, l'espai d'animació per ordinador Microclip. També ha dut a terme diverses exposicions, com la relacionada amb la Transició, que organitzà la Biblioteca Nacional d'Espanya, o la Suite Nonell el 2013.
El 2016 va ser un dels signants de la declaració "A favor d'una major implicació social en el foment de les arts i la cultura: compromís amb el mecenatge cultural", impulsada per l'Ateneu Barcelonès i el CoNCA (Consell Nacional de la Cultura i de les Arts). El 2013 l'artista va acceptar la proposta de la Biblioteca Nacional d'Espanya de cedir-los el seu arxiu.
L'any 2017 l'artista va donar una part del seu fons a la Biblioteca de Catalunya, compost per originals d'escenografies i vestuari per a espectacles com La Flauta màgica, El Llibre de les bèsties, La Cenerentola, entre d'altres, dibuixos satírics per a la premsa (Tele-Expres, Muchas gracias, Diari de Barcelona...), cartells, fotografies i programes de mà de diferents obres.

## Premis i reconeixements
- Premi Ciutat de Barcelona (1983 i 1985) en la categoria de mitjans de comunicació,[10]
- Medalla d'Or del Vestuari a la "9a Quadriennal d'Arquitectura i Escenografia" de Praga (1999)[3]
- Premi Nacional de Cultura del CoNCA (2016).[1][11]

## Publicacions
- (1971) El viatge prodigiós d'en Ferran Pinyol. Europa. (en col·laboració amb els Comediants).
- (1976) Any I del post-franquisme (en col·laboració). Barcelona: Ketres.
- (1984) El carnaval (llibre de contes).[1]
- (1984) El globus (llibre de contes).[1]
- (1996) Caixa de Manlleu: 100 anys d'història, 1896-1996 (en col·laboració).
- (1998) Artefactes parateatrals. Tradició/innovació (llibre objecte de desplegables sobre algunes de les seves escenografies per a teatre de gran format).[1]
- (2002) El libro del dia y de la noche: treinta años de sombras y despertares (com a il·lustrador, en col·laboració amb els Comediants.[1]